# تازيان بايين (مقاطعة بندر عباس)
تازیان بایین (بالفارسية: تازیان پایین) هي مدينة تقع في إيران في هرمزغان. يقدر عدد سكانها بـ 5,695 نسمة .